# Club Ciclista Eibarrés
El Club Ciclista Eibarrés (en euskera Eibarko Txirrindulari Elkartea) es un club de ciclismo de la localidad guipuzcoana de Éibar en el País Vasco (España). Fue fundado en el año 1926 y desde 1931, cuando organizó el I Gran Premio San Juan, ha venido organizando diferentes pruebas ciclistas entre las que destacan, durante los años de la República, el Gran Premio de la República, la prueba amateur Memorial Valenciaga y el Gran Premio de la Bicicleta Eibarresa a partir de 1952.

## Historia
En el año 1926, con licencia SS-1, Eulogio Gárate, Hermogenes Larrañaga y Eulogio Bustindui fundaron el Club Ciclista G.A.C. antecesor del Club Ciclista Eibarrés, con la intención de dar a conocer los nuevos productos que la G.A.C. comenzaba a fabricar y presentaría en 1927. Hasta ese año la G.A.C. fabricaba pistolas automáticas decidiendo pasar a la fabricación de bicicletas por la crisis demanda que sobre las armas había en aquellos momentos. Pronto el nombre del club paso a "Club ciclista eibarés-GAC " y lo presidió Eulogio Bustindui. El club participó en la formación de dequipos ciclistas con corredores inminentemente eibarreses o de la zona. 
En Éibar se realizaban pruebas ciclistas bajo la tutela de la Unión Deportiva Eibarresa, en 1931 colabora con la Unión deportiva eibarresa en la organización del I Gran Premio San Juan. Al año siguiente organiza, dentro de los actos del primer aniversario de la proclamación de la República, el "Gran Premio de la República" que se realizaría hasta 1935, denominándose en sus dos últimas ediciones "Gran Premio de la República / Eibar-Madrid-Eibar".
En 1940, tras la guerra civil, se vuelve a reorganizar el club y se reanudan la organización de competiciones. En 1941, junto al Club Deportivo Eibar,  se organiza el " Gran Premio San Juan" (prueba en tres etapas), prueba que organizarían conjuntamente hasta 1948. En 1949, 1950 y 1951 organizan el "Gran Premio San Juan", el "Circuito Urbano" y la "Prueba de Velocidad".
Para el 25 aniversario del club se organiza la "Bicicleta Eibarresa" en la que destaca, como novedad, el carácter internacional de la misma. Desde 1952 y hasta 1969 el "Gran Premio Bicicleta Eibarresa" se organiza bajo ese título expulsivo y toma relevancia. En 1970 pasa a denominarse "Vuelta al País Vasco Gran Premio Bicicleta Eibarresa" y en 1974 el club pierde la organización de la misma que se denominará solamente "Vuelta al País Vasco". En 1972 se comienza a organizar el "Memorial Valenciaga", una prueba para aficionados.
Entre 1974 y 1978 el club sufre una crisis de actividad y organización que se supera con una nueva directiva en 1978 comenzando a organizar una serie de pruebas de diferentes especialidades ciclistas desde infantiles a profesionales; mantiene una comisión de cicloturismo y otra de mountain-bike; encauzando a través de ellas excursiones y actividades recreativas. En 1980 se unen Club Deportivo Eibar y Club Ciclista Eibarrés con el fin de volver a organizar pruebas de carácter profesional, fruto de esa unión es la prueba conocida como "Euskal Bizikleta" que surge de la unión de la "Bicicleta eibarresa" y la "Subida a Arrate".
En el año 2001, con motivo del 75 Aniversario de la fundación del club el ayuntamiento de Éibar da el nombre de "Bicicleta eibarresa" una plaza de la ciudad.

## Presidentes del club Ciclista eibarés
- Eulogio Bustindui.
- Hermogenes Larrañaga
- Antonio Sarasua.
- Kasto Aristondo.
- Ramón Sarasua.
- Secundino Loidi.
- Pedro María Blaglietto.
- J Mendibe.
- Felipe Fernández.
- Jose Luis Valenciaga.
- Luis Urcelay.
- José Arregui.
- Luis Epelguez
- Javier Bengoa
- Jose Aranberri
- Rafael Treviño
- José Antonio Larrea
- Ramon Arizaga
- Pablo Uribetxeberria
- Jesus Maria Hernández
- Jabier Ziaran
- Moises Artaechebarria.
- Ángel López Mendi.[3]